# MAGIX
Magix GmbH & Co. KGaA (denominazione del marchio scritto MAGIX) è una Holding con numerose società controllate e partecipazioni a livello nazionale e internazionale. Le società controllate seguono modelli gestionali diversi e si occupano di software, servizi online, possibilità d'intrattenimento e offerte di contenuti oltre che di investimenti immobiliari. Le società controllate impiegano circa 350 dipendenti.
L'azienda Magix è stata fondata a Monaco nel 1993 da Jürgen Jaron, Dieter Rein e Erhard Rein. Nel 1998 sono entrati in compartecipazione gli sviluppatori di software di Dresda Tilman Herberger e Titus Tost. Nello stesso anno la sede amministrativa si è trasferita a Berlino. Nel 2001 la forma dell'impresa è stata modificata da una GmbH (Srl) in una AG (SpA). Il 6 aprile 2006 Magix è stata quotata in borsa. Le azioni di MAGIX AG erano quotate nel segmento di borsa 'amtlicher Markt' come pure nel Prime Standard della Borsa di Francoforte. Dopo il passaggio nella Entry Standard nel 2012 nel maggio 2014 Magix AG ha inoltrato richiesta per la revoca della autorizzazione per il mercato fuori borsa tramite Delisting, valido a partire dal 30 novembre 2014.

## Imprese controllate di Magix GmbH & Co. KGaA

### Magix Software GmbH
Magix Software GmbH è la maggiore controllata di MAGIX. Questa è una azienda produttrice di software attiva a livello internazionale, avente come focus i settori dei software multimediali e i servizi. La sede centrale dell'azienda si trova a Berlino. Ulteriori sedi si trovano a Dresda e Lübbecke in Germania come pure a Bologna in Italia, Boulogne in Francia, Huizen nei Paesi Bassi, Hemel Hempstead nel Regno Unito, Markham in Canada e a Reno negli Stati Uniti d'America.
Prodotti
| Foto & Design            |
| Photo Manager Deluxe     |
| Photostory               |
| Photo & Graphic Designer |
| Photo Premium            |
| 3D Maker                 |
| Page & Layout Designer   |
| Online Print Service     |

| Video                                |
| Video deluxe                         |
| Fastcut                              |
| Video easy                           |
| SOS Videocassette!                   |
| Video Sound Cleanic                  |
| Movie Edit Touch (Windows 8/Android) |

| Musica                              |
| Music Maker                         |
| Samplitude Music Studio             |
| MP3 deluxe                          |
| SOS Vinile & Cassette!              |
| Audio Cleanic                       |
| Audio & Music Lab Premium           |
| Audio Cleaner Pro (Mac OS)          |
| Digital DJ (Windows und Mac OS)     |
| Music Maker Jam (Windows 8/Android) |

| Prodotti pro      |
| Video Pro X       |
| Xara Designer Pro |
| Samplitude        |
| Sequoia           |

| Freeware       |
| Photo Designer |
| Photo Manager  |

### Magix Online Services GmbH
Dal 2004, tramite l'azienda appositamente fondata Magix Online Services GmbH , Magix offre servizi online come il Magix Album Online, Magix Website Maker e le svariate offerte di servizi riguardo a questi temi.  Nel 2009 è apparso anche Magix Web Designer, un software ideato per la creazione di pagine web personali.
Prodotti
| Web           |
| Web Designer  |
| Website Maker |
| Online Album  |

### Xara Group Ltd.
Nel 2007 Magix ha rilevato l'azienda inglese Xara Group Ltd. con sede a Hemel Hempstead. Xara produce software di grafica e programmi per il web design. L'azienda ha acquisito notorietà soprattutto grazie al programma Xara Designer Pro, giunto ora alla versione 10 (settembre 2014).
L'azienda è stata fondata nel 1981 e all'inizio sviluppava software per diversi tipi di sistema, ad es. Atari ST, BBC Micro oppure Acorn Archimedes. Ha sviluppato anche "ArtWorks", il predecessore diretto di Xara Xtreme. A partire dal 1996 Xara ha sviluppato software per Windows. Con Xara 3D, Xara X o Xara Xtreme sono nati i predecessori degli attuali programmi in commercio di Magix Magix 3D Maker, Magix Photo & Graphik Designer e Xara Designer Pro.
Dal 2009 insieme a Magix Web Designer viene distribuito un programma ideato specificatamente per la creazione di pagine web.  Nel 2013 con Magix Page & Layout Designer si è aggiunto un software per il Desktop Publishing.
Nei Paesi di lingua inglese i prodotti continuano ad apparire sotto il marchio Xara.

### Mufin GmbH
mufin (pronunciato Muffin) sta per "Music-Finder". La mufin GmbH  dal 2007 è interamente di proprietà di Magix.
Le tecnologie di mufin si basano sull'AudioID, un'impronta digitale acustica, che consente il riconoscimento veloce di brani musicali e altri segnali audio.  L'audioID è una componente principale dello standard MPEG-7.
Oltre al riconoscimento musicale mufin lavora nel campo dell'"Automatic Content Recognition", che ad es. può essere inserito come servizio nelle applicazioni second screen.

### Catooh Corp. / Appic Labs Corp.
Nel 2007 MAGIX ha fondato la Catooh Corp. a Las Vegas, Nevada, USA. La società di capitali è stata iscritta al registro locale delle imprese il 5 aprile 2007. Questa si occupava della gestione degli affari con il servizio gestito online da MAGIX "Catooh", un mercato per i media digitali. Nel 2013 la società ha mutato il nome in Appic Labs Corp.. Da allora la gestione del servizio online "Catooh" avviene tramite Magix Computer Products International Corp., mentre Appic Labs si occupa dello sviluppo e della commercializzazione di applicazioni per videocamere e fotocamere portatili.

### Magix Audio GmbH
Magix Audio GmbH è stata fondata nel 2011. Questa sviluppa le applicazioni per dispositivi portatili, ad es. Music Maker Jam per Windows 8 e Android.

### Open Seminar GmbH
Open Seminar GmbH è stata fondata nel 2011 e gestisce il portale provenexpert.com, una piattaforma per il marketing di raccomandazione e per l'analisi della soddisfazione della clientela.

### Simplitec GmbH
simplitec GmbH è un fornitore internazionale di software di sistema. Attualmente simplitec offre prodotti quali simplifast, simpliclean e simplisafe, che sono venduti insieme nella simplitec Power Suite con l'abbonamento annuale.

### Bellevue Property GmbH
Bellevue Property GmbH è una società di sviluppo immobiliare con oggetti a Dresda e Berlino.

### Panoramica delle aziende controllate
Le seguenti aziende appartengono al 100% al gruppo Magix (30 settembre 2013):
- APPIC LABS Corp., Las Vegas, Nevada, USA
- APPIC LABS GmbH, Berlino, Germania
- Bellevue Property GmbH, Zossen, Germania
- MAGIX Audio GmbH, Berlino, Germania
- MAGIX Computer Products International Corp. Reno, Nevada, USA
- MAGIX Entertainment S.A.R.L. Parigi, Francia
- MAGIX Canada
- MAGIX Entertainment S.R.L. Bolzano, Italia
- MAGIX Entertainment B.V. Huizen, Paesi Bassi
- MAGIX Limited Hemel Hempstead, Hertfordshire, Gran Bretagna
- MAGIX Limited Taipei, Taiwan
- MAGIX Online Services GmbH Berlino, Germania
- MAGIX Software GmbH Berlino, Germania
- myGOYA GmbH, Zossen, Germania
- mufin GmbH Berlino, Germania
- OpenSeminar GmbH Berlino, Germania. OpenSeminar GmbH è stata costituita nel 2011 come azienda affiliata di MAGIX al 100%. L'azienda gestisce il servizio online ProvenExpert.com, una piattaforma per il marketing di raccomandazione e l'analisi della soddisfazione della clientela.
- simplitec GmbH Berlino, Germania
- The Xara Group Ltd. Basingstoke, Hampshire, Gran Bretagna